# 3월 8일
3월 8일은 그레고리력으로 67번째(윤년일 경우 68번째) 날에 해당한다.

## 사건
- 1618년 - 요하네스 케플러가 케플러의 제3법칙을 발견하다.
- 1702년 - 앤 공주가 잉글랜드·스코틀랜드·아일랜드의 여왕에 오르다.
- 1862년 - 미국 남북전쟁 : 남부연맹의 철갑선 메리맥 호가 햄프턴 정박지의 북군 해군함대를 기습하여 3척을 침몰시키고 250명을 사살하다.
- 1878년 - 우타르프라데시 주에서 늑대의 습격으로 674명이 사망. 이는 늑대의 습격 사건 중 사상자가 가장 큰 사건이다.
- 1908년 - 미국 여성 섬유 노동자 1만 5천여 명, 뉴욕서 생존권과 참정권 요구 대규모 시위
- 1917년 - 러시아 2월 혁명이 시작되다.
- 1918년 - 에스파냐 독감의 첫 환자가 발생하다.
- 1921년 - 소비에트 연방, 신경제정책(NEP) 채택
- 1942년 - 제2차 세계 대전:일본군, 미얀마 수도 양곤 점령
- 1948년 - 김구와 김규식, 38선 이북 조선에 남북협상 요청 서한 발송
- 1953년 - 대한민국 정부, 노동조합법·노동쟁의조정법·노동위원회법 공포
- 1957년 - 가나 공화국 유엔 가입.
- 1957년 - 대한민국, 터키와 수교.
- 1960년 - 대한민국의 대전광역시에서 3·8 민주의거.
- 1965년 - 베트남 전쟁 : 미국 해병대 4천여명, 미군 전투부대로는 최초로 남베트남 배치.
- 1983년 - 부산 미문화원 방화사건 주범 김현장, 문부식 사형 확정.
- 1986년 - 제1회 동계 아시안 게임에서 한국 종합 3위
- 1993년 - 김영삼 대통령, 군내 사조직 하나회 숙정
- 1995년 - 서울특별시, 서울-베이징-도쿄 3개도시의 상호 교류협력강화 위한 〈베세토 협력에 관한 합의각서〉 교환.
- 2001년 - 아프가니스탄의 탈레반 정권이 우상숭배금지를 이유로, 바미안 석불을 로켓탄으로 파괴함.
- 2001년 - 김대중 대통령 방미, 조지 W. 부시 미국 대통령과 한미정상회담.
- 2014년 - 239명이 탑승한 쿠알라룸푸르발 베이징행 말레이시아 항공의 보잉 777-200ER 여객기가 인도양에서 실종되다.
- 2023년 - 2023년 합천 산불이 발생했다.

## 문화
- 1911년 - 알렉산드라 콜론타이 등 유럽과 미국, 러시아의 페미니스트들에 의해 세계 여성의 날이 공식 채택되다.
- 1949년 - 대한민국, 학도 호국단 창단.
- 1970년 - 동물의 왕국 첫 방영
- 1973년 - 오스트레일리아 시드니 오페라하우스 완공.
- 1978년 - 더글러스 애덤스의 "은하수를 여행하는 히치하이커를 위한 안내서"가 BBC 라디오로 첫 방송되다.
- 1986년 - 한국 프로 야구 빙그레 이글스 창단.
- 1993년 - 한국예술종합학교 개교.
- 2009년 - 동인 서클 이오시스가 11집 음반 동방초도마전을 발매하였다.

## 탄생
- 1466년 - 조선의 왕족. 예종의 차남 제안대군. (~1525년)
- 1702년 - 아일랜드의 해적 앤 보니. (~1782년)
- 1839년 - 미국의 화학자 제임스 크래프츠. (~1917년)
- 1879년 - 독일의 화학자 오토 한. (~1968년)
- 1900년 - 미국의 컴퓨터 공학가 하워드 에이컨. (~1973년)
- 1904년 - 대한민국의 역사학자 신석호. (~1981년)
- 1907년 - 그리스의 대통령 콘스탄티노스 카라만리스. (~1998년)
- 1910년 - 미국의 배우 클레어 트레버. (~2000년)
- 1912년
  - 조선민주주의인민공화국의 정치인 임춘추. (~1988년)
  - 제2차 세계 대전 당시 독일의 잠수함 함장 요아힘 셰프케. (~1941년)
- 1915년 - 핀란드의 육상 선수, 가수, 배우 타피오 라우타바라. (~1979년)
- 1917년 - 조선민주주의인민공화국의 군인 오진우. (~1995년)
- 1920년 - 스웨덴의 영화배우, 작가 에바 달베크. (~2008년)
- 1922년
  - 대한민국의 기업가, 전 오양수산 회장 김성수. (~2007년)
  - 일본의 만화가 미즈키 시게루. (~2015년)
- 1924년 - 프랑스의 물리학자 조르주 샤르파크. (~2010년)
- 1927년 - 폴란드의 공산당 지도자 스타니스와프 카니아. (~2020년)
- 1934년 - 스페인의 축구 선수 프란시스코 로드리게스 가르시아. (~2022년)
- 1937년 - 르완다의 대통령 쥐베날 하브자리마나. (~1994년)
- 1939년
  - 미국의 야구 선수 짐 보턴. (~2019년)
  - 소련의 스피드스케이팅 선수 리디야 스코블리코바.
- 1940년 - 영국의 가톨릭 주교 리처드 윌리엄슨. (~2025년)
- 1944년
  - 대한민국의 정치인 김원웅. (~2022년)
  - 대한민국의 배우 이주실. (~2025년)
- 1946년 - 대한민국의 기초의원 박병호.
- 1948년
  - 대한민국의 야구 선수, 야구 감독 이광환. (~2025년)
  - 영국의 철학자 조너선 색스. (~2020년)
  - 미국의 정치인 다이앤 앨런.
- 1949년
  - 페루의 축구 선수 테오필로 쿠비야스.
  - 대한민국의 기업인 조양호. (~2019년)
- 1952년 - 대한민국의 정치인 윤건영.
- 1957년
  - 미국의 영화배우 신시아 로즈록.
  - 일본의 가수, 성우 호리에 미츠코.
- 1958년
  - 대한민국의 희극인 최병서.
  - 일본의 만화가 · 동인작가 시게노 슈이치.
- 1959년
  - 대한민국의 정치인 김현철.
  - 미국의 배우 에이든 퀸.
- 1961년
  - 일본의 만화가 에가와 타츠야.
  - 대한민국의 배우 양금석.
- 1962년 - 대한민국의 공학자 김웅용.
- 1967년
  - 대한민국의 정치인 김영배.
  - 대한민국의 군인 김명수.
- 1968년
  - 대한민국의 배우 김찬우.
  - 대한민국의 만화가 김진태.
  - 대한민국의 스포츠 캐스터 임용수.
- 1969년
  - 대한민국의 정치인 박정옥. (~2020년)
  - 대한민국의 언론인 최진순.
  - 대만의 배우 임지현.
- 1970년 - 일본의 성우 카사하라 루미.
- 1971년 - 대한민국의 기업인 최인영.
- 1972년 - 대한민국의 성우 한수림.
- 1975년 - 러시아의 권투 선수 술탄 이브라기모프.
- 1976년
  - 미국의 배우 프레디 프린즈 주니어.
  - 미국의 미식축구 선수 하인스 워드.
  - 대한민국의 배우 이경화.
- 1977년 - 스위스의 전 축구 선수 요한 포겔.
- 1978년
  - 일본의 전 종합격투기 선수 스도 겐키.
  - 일본의 성우, 배우 코마츠 유카.
- 1979년 - 영국의 가수 톰 채플린.
- 1980년 - 대한민국의 배우 황은정.
- 1981년
  - 이탈리아 태생 대한민국의 방송인 크리스티나 콘팔로니에리.
  - 독일의 탁구 선수 티모 볼.
- 1982년
  - 대한민국의 가수 채은정 (클레오).
  - 대한민국의 트로트 가수 써니.
  - 브라질의 배우 마르조리 이스치아누.
- 1983년 - 브라질의 축구 선수 안드레 산투스.
- 1984년 - 프랑스의 전 축구 선수 리오 마뷔바.
- 1985년
  - 대한민국의 전 야구 선수 정대훈.
  - 대한민국의 배우 류제희.
  - 대한민국의 가수 라늬.
- 1986년 - 일본의 항족 다카마도노미야 쓰구코 여왕.
- 1987년 - 중화인민공화국의 기업인 류웨이.
- 1988년
  - 대한민국의 가수 강형호.
  - 일본의 성인 비디오, 배우 아노아 루루.
  - 온두라스의 축구 선수 후안 카를로스 가르시아. (~2018년)
- 1989년
  - 대한민국의 배우 서예화.
  - 대한민국의 치어리더 이단비.
- 1990년
  - 대한민국의 가수 A.Y.
  - 미국의 가수 크리스티니아 드바지.
- 1991년
  - 대한민국의 가수 윤지성. (워너원)
  - 대한민국의 배우 오영주.
  - 일본의 성우 우메하라 유이치로.
  - 미국의 가수 데번 워크하이저.
- 1992년
  - 대한민국의 야구 선수 문우람.
  - 대한민국의 야구 선수 박계현.
- 1993년
  - 대한민국의 가수, 작곡가 여운.
  - 일본의 농구 선수 마치다 루이.
- 1994년
  - 대한민국의 가수 소금.
  - 프랑스의 양궁 선수 가엘 프레보스트.
- 1995년
  - 대한민국의 배우 김도완.
  - 대한민국의 연극배우, 뮤지컬 배우 박도화.
- 1996년 - 대한민국의 아나운서 신재은.
- 1997년
  - 일본의 가수 마츠이 쥬리나.
  - 대한민국의 야구 선수 김대현.
- 1998년 - 대한민국의 가수 설희.
- 1999년
  - 일본의 성우, 가수 미사키 나코.
  - 대한민국의 골프 선수 최예림.
- 2000년
  - 대한민국의 배구 선수 김다희.
  - 대한민국의 배우 최설.
- 2001년
  - 미국의 가수 제이창.
  - 대한민국의 야구 선수 김지찬.
  - 대한민국의 트로트 가수 미스김.
- 2002년 - 대한민국의 가수 이원준 (E'LAST).
- 2004년 - 대한민국의 수영 선수 김민섭.
- 2006년 - 프랑스의 축구 선수 워렌 자이르에메리.
- 2008년 - 대한민국의 가수 겸 국악인 이소원.
- 2009년 - 일본의 아이돌 야마구치 유이.

### 미상
- 대한민국의 가수 태혁.

## 사망
- 291년 - 중국 진나라의 장수 문앙. (238년~)
- 1702년 - 잉글랜드의 국왕, 네덜란드 오렌지 공작 윌리엄 3세. (1650년~)
- 1844년 - 스웨덴의 국왕 칼 14세 요한. (1763년~)
- 1869년 - 프랑스의 작곡가 엑토르 베를리오즈. (1803년~)
- 1874년 - 미국의 제13대 대통령 밀러드 필모어. (1800년~)
- 1930년 - 미국의 제27대 대통령 윌리엄 하워드 태프트. (1857년~)
- 1985년 - 대한민국의 축구 선수, 축구 감독 김용식. (1910년~)
- 2003년 - 대한민국의 시인 조병화. (1921년~)
- 2005년 - 이츠케리아 체첸 공화국의 제3대 대통령 아슬란 마스하도프. (1951년~)
- 2009년 - 일본의 영화배우 이토 타카히로. (1987년~)
- 2014년
  - 대한민국의 정당인 박은지. (1979년~)
  - 대한민국의 정치인 선우종원. (1918년~)
- 2015년 - 미국의 텔레비전 제작자 샘 사이먼. (1955년~)
- 2016년 - 영국의 음악 프로듀서 조지 마틴. (1926년~)
- 2017년
  - 중화민국의 정치인 리위안추. (1923년~)
  - 대한민국의 수영 선수 김봉조. (1947년~)
- 2018년 - 대한민국의 법조인 이태운. (1948년~)
- 2019년 - 대한민국의 정치인, 기초의원 이성희. (1959년~)
- 2020년
  - 대한민국의 방송인 자니 윤. (1936년~)
  - 프랑스의 영화배우 막스 폰 쉬도브. (1929년~)
- 2021년 - 대한민국의 배우 이지은. (1971년~)
- 2022년
  - 대한민국의 정치인 김충수. (1938년~)
  - 일본의 재즈연주자 스즈키 이사오. (1933년~)
- 2023년 - 프랑스의 가수, 배우 마르셀 아몽. (1929년~)
- 2024년
  - 미국의 싱어송라이터 에릭 카먼. (1949년~)
  - 독일의 물리학자 허버트 크뢰머. (1928년~)

## 기념일
- 세계 여성의 날
- 3.8 대전 민주의거 기념일

## 같이 보기
- 전날: 3월 7일 다음날: 3월 9일 - 전달: 2월 8일 다음달: 4월 8일
- 음력: 3월 8일
- 모두 보기